# Agelenopsis emertoni
Agelenopsis emertoni är en spindelart som beskrevs av Chamberlin och Ivie 1935. Agelenopsis emertoni ingår i släktet Agelenopsis och familjen trattspindlar. Inga underarter finns listade i Catalogue of Life.

## Bildgalleri

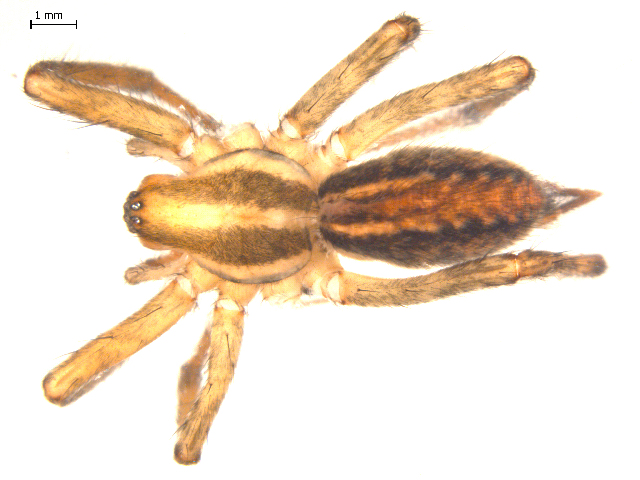